# Richtlinie 2013/34/EU (Bilanz-Richtlinie)
Die Richtlinie 2013/34/EU des Europäischen Parlaments und des Rates vom 26. Juni 2013 (Bilanz-Richtlinie oder BilanzRL) wurde am 29. Juni 2013 im Amtsblatt der Europäischen Union veröffentlicht und muss von den Unionsmitgliedstaaten bis zum 20. Juli 2015 in nationales Recht umgesetzt werden. Noch bevor die Umsetzungsfrist der BilanzRL (2013/34/EU) abgelaufen war, wurde bereits eine Änderungsrichtlinie (2014/95/EU) erlassen. Die BilanzRL ist auch durch die EWR-Mitgliedstaaten Liechtenstein, Island und Norwegen umzusetzen.

## Ziel der BilanzRL und wesentliche Neuerung
Ziel der BilanzRL ist es, zum einen durch die Übernahme der Vierten Richtlinie des Rates vom 25. Juli 1978 über den Jahresabschluss von Gesellschaften bestimmter Rechtsformen (78/660/EWG) und der Siebenten Richtlinie des Rates vom 13. Juni 1983 über den konsolidierten Abschluss (83/349/EWG) eine gewisse Kontinuität beizubehalten, die Vorschriften aber in bestimmten Bereichen auch an die geänderten Gegebenheiten der letzten Jahrzehnte anzupassen und eine einheitliche Terminologie zu erreichen (dies soll auch in den nationalen Umsetzungsgesetzen so erfolgen) sowie weiterhin eine hohe Qualität sicherzustellen und dennoch die „Verwaltungslasten in angemessenem Verhältnis zum erzielten Nutzen“ setzen.
In der BilanzRL werden nun alle Unternehmen vorab den gleichen Regelungen unterworfen, wobei Kleine und mittlere Unternehmen (KMU) jedoch von bestimmten Vorgaben entlastet oder ausgenommen werden. Auch der Schwellenwert für kleine Unternehmen bzw. für kleine Gruppen wird angehoben.
Eine wesentliche Neuerung in der BilanzRL ist die Einführung eines Berichts über Zahlungen an staatliche Stellen für große Unternehmen und Unternehmen von öffentlichem Interesse, die in der mineralgewinnenden Industrie oder auf dem Gebiet des Holzeinschlags in Primärwäldern tätig sind (Kapitel 10 und Erwägungsgrund 44 bis 53 der BilanzRL).
Die Gliederungsformen für Bilanzen werden beschränkt, „um es den Nutzern von Abschlüssen zu ermöglichen, die finanzielle Lage von Unternehmen innerhalb der Union besser zu vergleichen“.
Hinsichtlich der Bewertung und Darstellung unter anderem von „Wertberichtigungen, Geschäfts- oder Firmenwert, Rückstellungen, Vorratsvermögen und beweglichen Vermögensgegenständen sowie Ertrags- oder Aufwandsposten“ wird es im Interesse der Vergleichbarkeit ein weitgehend gemeinsamer Rahmen für den Ansatz vorgegeben werden.
Die Offenlegungspflicht für Jahresabschlüsse auf welche die BilanzRL anwendbar ist, sollen weiterhin für KMU gewisse Ausnahmeregelungen enthalten.
Mit der Richtlinie 2014/95/EU werden zusätzlich in die BilanzRL entscheidende Elemente für eine nachhaltige Unternehmensführung (siehe auch: Corporate Social Responsibility – CSR) aufgenommen und die Unternehmen zur Rechenschaft gegenüber der Öffentlichkeit verpflichtet (siehe auch hierzu: UN-Leitprinzipien für Wirtschaft und Menschenrechte vom 16. Juni 2011).

## Geschichte
Die Europäische Kommission hat mit dem Small Business Act für Europa (2008/2011) die zentrale Rolle der kleinen und mittleren Unternehmen (KMU) für die Wirtschaft der Europäischen Union „anerkannt und das Ziel festgelegt, das Gesamtkonzept für das Unternehmertum zu verbessern und das Prinzip „Vorfahrt für KMU“ („think small first“) von der Rechtsetzung bis hin zu den öffentlichen Diensten fest in der Politik zu verankern“. Das Europäische Parlament hat in einer nichtlegislative Entschließung vom 18. Dezember 2008 festgestellt, „dass die Anforderungen der Rechnungslegungsrichtlinien kleine und mittlere Unternehmen und insbesondere Kleinstbetriebe oft stark belasten, und die Kommission aufgefordert, mit der Überprüfung der beiden Richtlinien fortzufahren“.
Mit dem Programm der Kommission und der Mitteilung Intelligente Regulierung in der Europäischen Union vom Oktober 2010 soll eine bessere Rechtsetzung erreicht werden, die höchste Qualität garantiert und gleichzeitig die Unternehmen (insbesondere KMU) nicht unnötig belastet werden.
Eines der Ziele war die Vereinfachung der Vierten Richtlinie (78/660/EWG) und der Siebten Richtlinie (83/349/EWG) – siehe auch Mitteilung der Kommission vom April 2011 „Binnenmarktakte“ und Strategie Europa 2020 für intelligentes, nachhaltiges und integratives Wachstum. Der Europäische Rat hat dies ebenfalls anlässlich der Tagung vom 24. und 25. März 2011 gefordert und insbesondere, dass der Regelungsaufwand insgesamt – insbesondere für KMU – verringert wird.
Das Europäische Parlament hat in einer Entschließungen vom 6. Februar 2013 festgehalten, „dass der Offenlegung von Informationen zur Nachhaltigkeit, wie sozialen und umweltbezogenen Faktoren, durch die Unternehmen eine große Bedeutung zukommt, um Gefahren für die Nachhaltigkeit aufzuzeigen und das Vertrauen von Investoren und Verbrauchern zu stärken“. Die Angabe nichtfinanzieller Informationen sei ein wesentliches Element der Bewältigung des Übergangs zu einer nachhaltigen globalen Wirtschaft. Insbesondere, um langfristige Rentabilität mit sozialer Gerechtigkeit und Umweltschutz zu verbinden. In diesem Zusammenhang helfe „die Angabe nichtfinanzieller Informationen dabei, das Geschäftsergebnis von Unternehmen und ihre Auswirkungen auf die Gesellschaft zu messen, zu überwachen und zu handhaben“. Auf Grundlage dieser Überlegungen wurde die BilanzRL noch vor der Umsetzung durch die Unionsmitgliedstaaten bereits geändert (durch die Richtlinie 2014/95/EU) und diese Punkte vor allem in die neuen Artikel 19a und 29a der BilanzRL eingefügt.

## Rechtsgrundlage
Die Richtlinie 2013/34/EU ist vor allem auf Artikel 50 Abs. 1 AEUV (Rechtsetzung zur Niederlassungsfreiheit) gestützt.

## Anwendungsbereich
Der Anwendungsbereich der BilanzRL richtet sich grundsätzlich nach der Art des Unternehmens oder der Gruppe (siehe Artikel 3 BilanzRL – Kurzzusammenfassung):
- Kleinstunternehmen sind Unternehmen, die am Bilanzstichtag die Grenzen von mindestens zwei der drei folgenden Größenmerkmale nicht überschreiten:
  - Bilanzsumme: 350.000 EURO;[17]
  - Nettoumsatzerlöse: 700.000 EURO;
  - durchschnittlich während des Geschäftsjahres maximal zehn Beschäftigte.
- Kleine Unternehmen und kleine Gruppen sind wirtschaftliche/organisatorische Einheiten, die am Bilanzstichtag die Grenzen von mindestens zwei der drei folgenden Größenmerkmale nicht überschreiten:
  - Bilanzsumme: 4.000.000 EURO;[18]
  - Nettoumsatzerlöse: 8.000.000 EURO;[19]
  - durchschnittlich während des Geschäftsjahres maximal 50 Beschäftigte.
- Mittlere Unternehmen und mittlere Gruppen sind wirtschaftliche/organisatorische Einheiten, die keine Kleinstunternehmen oder kleine Unternehmen bzw. kleine Gruppen sind und die am Bilanzstichtag die Grenzen von mindestens zwei der drei folgenden Größenmerkmale nicht überschreiten:
  - Bilanzsumme: 20.000.000 EURO;
  - Nettoumsatzerlöse: 40.000.000 EURO;
  - durchschnittlich während des Geschäftsjahres maximal 250 Beschäftigte.
- Große Unternehmen bzw. große Gruppen sind wirtschaftliche/organisatorische Einheiten, die am Bilanzstichtag mindestens zwei der drei folgenden Größenmerkmale überschreiten:
  - Bilanzsumme: über 20.000.000 EURO;
  - Nettoumsatzerlöse: über 40.000.000 EURO;
  - durchschnittlich während des Geschäftsjahres über 250 Beschäftigte.

Gemäß Art. 3 Abs. 10 der BilanzRL wirkt sich eine Überschreitung der Grenzen zum Bilanzstichtag auf die Anwendung der in dieser Richtlinie vorgesehenen Ausnahmen nur dann aus, wenn sie während zwei aufeinanderfolgenden Geschäftsjahren fortbestanden haben. Sonderregelungen gelten nach den Artikeln 19a und 29a für große Unternehmen, die Unternehmen von öffentlichem Interesse oder die Mutterunternehmen einer großen Gruppe sind und am Bilanzstichtag im Durchschnitt des Geschäftsjahres mehr als 500 Mitarbeiter beschäftigen für den zu erstellenden Lagebericht (Kapitel 5 BilanzRL, insbesondere Art. 19a) und die konsolidierte nichtfinanzielle Erklärung (Art. 29a BilanzRL).
Die Kommission kann die Schwellenwerte nach Artikel 3 BilanzRL unter Berücksichtigung der im Amtsblatt der Europäischen Union veröffentlichten Inflationsmaßnahmen mittels delegierter Rechtsakte ändern (siehe auch Art. 49 Abs. 2 und 3 der BilanzRL).

## Lagebericht
Nach Art. 19 Abs. 1 der BilanzRL stellt ein Lagebericht den Geschäftsverlauf, das Geschäftsergebnis und die Lage eines Unternehmens so dar,
- dass ein den tatsächlichen Verhältnissen entsprechendes Bild entsteht, und
- die wesentlichen Risiken und Ungewissheiten beschrieben werden, denen das Unternehmen ausgesetzt ist.

Der Lagebericht soll eine ausgewogene und umfassende „Analyse des Geschäftsverlaufs, des Geschäftsergebnisses und der Lage des Unternehmens“ sein, „die dem Umfang und der Komplexität der Geschäftstätigkeit angemessen ist. Soweit dies für das Verständnis des Geschäftsverlaufs, des Geschäftsergebnisses oder der Lage des Unternehmens erforderlich ist, umfasst die Analyse die wichtigsten finanziellen und – soweit angebracht – nichtfinanziellen Leistungsindikatoren, die für die betreffende Geschäftstätigkeit von Bedeutung sind, einschließlich Informationen in Bezug auf Umwelt- und Arbeitnehmerbelange. Im Rahmen der Analyse enthält der Lagebericht – soweit angebracht – auch Hinweise auf im Jahresabschluss ausgewiesene Beträge und zusätzliche Erläuterungen dazu“ (Art. 19 Abs. 1).
Für den „Konsolidierten Lagebericht“ gelten grundsätzlich die gleichen Vorgaben in Artikel 19 und 20 BilanzRL sowie einige zusätzliche Bestimmungen nach Artikel 29 BilanzRL.

### Nichtfinanzielle Informationen
Durch die Richtlinie 2014/95/EU wurden die Artikel 19a und 29a über bestimmte „Nichtfinanzielle Informationen“ der BilanzRL hinzugefügt sowie die Artikel 20, 33, 34 und 48 der BilanzRL geändert bzw. ergänzt. Die Bestimmungen der Richtlinie 2014/95/EU sind ab dem 1. Januar 2017 anzuwenden.

### Nichtfinanzielle Erklärungen
Nichtfinanzielle Erklärungen sind im Lagebericht aufzunehmen und sollen/können Informationen in Bezug auf die aktuelle und vorhersehbare Auswirkungen der Geschäftstätigkeit des Unternehmens sein:
- Umweltbelange (Einzelheiten der aktuellen und vorhersehbaren Auswirkungen der Geschäftstätigkeit des Unternehmens auf die Umwelt) und, soweit angebracht,
- zum Gesundheitsschutz und
- zur Sicherheit am Arbeitsplatz,
- zur Nutzung erneuerbarer und/oder nicht erneuerbarer Energien,
- zu Treibhausgasemissionen,
- zum Wasserverbrauch und
- zur Luftverschmutzung
- zu allgemeinen sozialen Belange und Arbeitnehmerbelange
- Erklärung / Angaben zu den Maßnahmen, die ergriffen wurden, um die Geschlechtergleichstellung zu gewährleisten,
- zur Umsetzung der grundlegenden Übereinkommen der Internationalen Arbeitsorganisation,
- zu den sonstigen Arbeitsbedingungen,
- zum sozialen Dialog,
- zur Achtung der Rechte der Arbeitnehmer,
- zur Achtung der Rechte der Gewerkschaften,
- zum Dialog mit lokalen Gemeinschaften und/oder zu den zur Sicherstellung des Schutzes und der Entwicklung dieser Gemeinschaften ergriffenen Maßnahmen,
- zu den Menschenrechten, sowie
- zur Bekämpfung von Korruption und Bestechung

Bezüglich der Erklärung zur Unternehmensführung und zum Diversitätskonzept siehe unten.
Die betroffenen großen Unternehmen bzw. Gruppen nehmen in den Lagebericht eine nichtfinanzielle Erklärung bzw. in den konsolidierten Lagebericht eine konsolidierte nichtfinanzielle Erklärung auf, „die diejenigen Angaben enthält, die für das Verständnis des Geschäftsverlaufs, des Geschäftsergebnisses, der Lage der Gruppe sowie der Auswirkungen ihrer Tätigkeit erforderlich sind und sich mindestens auf Umwelt-, Sozial- und Arbeitnehmerbelange, auf die Achtung der Menschenrechte und auf die Bekämpfung von Korruption und Bestechung beziehen“, einschließlich weiterer Beschreibungen, Ergebnisse und Leistungsindikatoren (Art. 19a und 29a BilanzRL).

### Erklärung zur Unternehmensführung
Nach Artikel 20 der BilanzRL haben bestimmte Unternehmen eine Erklärung zur Unternehmensführung in den Lagebericht als gesonderten Abschnitt mit bestimmten, in Artikel 20 vorgesehenen Angaben (z. B. zu Unternehmensführungskodex, Unternehmensführungspraktiken, bestimmte Erklärungen dazu etc.), aufzunehmen.

### Diversitätskonzept
In Art. 20 Abs. 1 Bst. g wird im Hinblick auf die Erklärung zur Unternehmensführung im Lagebericht zusätzlich gefordert:
- Beschreibung des Diversitätskonzepts (Diversity Management)„das im Zusammenhang mit der Verwaltungs-, Leitungs- und Aufsichtsorgane des Unternehmens in Bezug auf Aspekte wie beispielsweise Alter, Geschlecht, oder Bildungs- und Berufshintergrund verfolgt wird“,
- die Ziele dieses Diversitätskonzepts sowie
- Art und Weise der Umsetzung dieses Konzepts und
- die Ergebnisse im Berichtszeitraum.

Wird ein derartiges Konzept nicht angewendet, ist in der Erklärung zu erläutern, warum dies der Fall ist.
Ziel des Diversitätskonzepts (Diversity Management) ist es, Diskriminierungen zu verhindern und allen Menschen die gleiche Chance zu geben, an Prozesse und vorhandenen Möglichkeiten teilzunehmen und für sich daraus den besten Nutzen zu ziehen. Diversity Management ist ein Ausfluss der Fürsorgepflicht des Unternehmens und der Verpflichtung, bestehende Gesetze zum Wohl und Nutzen der Arbeitnehmer einzuhalten (z. B. Diskriminierungsverbot, Gleichbehandlungsgebot etc.). Das Unternehmen soll auch durch ein aktives Diversity Management attraktiver, positiver und innovativer in der Außendarstellung wahrgenommen werden und durch geeignete Vorgaben an Führungskräfte im Problemfall auch Haftungen vermeiden oder verringern können.

## Aufbau der Richtlinie
- KAPITEL 1 (Anwendungsbereich, Begriffsbestimmungen und Rechtsformen von Unternehmen und Gruppen)
  - Art. 1 bis Art. 3
- KAPITEL 2 (Allgemeine Bestimmungen und Grundsätze)
  - Art. 4 bis 8
- KAPITEL 3 (Bilanz und Gewinn- und Verlustrechnung)
  - Art. 9 bis 14
- KAPITEL 4 (Bestimmungen über den Anhang zur Bilanz und zur Gewinn- und Verlustrechnung)[23]
  - Art. 15 bis 18
- KAPITEL 5 (Lagebericht)
  - Art. 19 bis 20[24]
- KAPITEL 6 (Konsolidierte Abschlüsse und Berichte)
  - Art. 21 bis 29a[25]
- KAPITEL 7 (Offenlegung)
  - Art. 30 bis 33
- KAPITEL 8 (Abschlussprüfung)
  - Art. 34 und 35
- KAPITEL 9 (Vorschriften über Befreiungen und Einschränkungen der Befreiungen)
  - Art. 36 bis 40
- KAPITEL 10 (Bericht über Zahlungen an staatliche Stellen)
  - Artikel 41 bis 48
- KAPITEL 11 (Schlussbestimmungen)
  - Art. 49 bis 55
- ANHANG I (Rechtsformen von Unternehmen gemäß Artikel 1 Absatz 1 Buchstabe A)
- ANHANG II (Rechtsformen von Unternehmen gemäß Artikel 1 Absatz 1 Buchstabe B)
- ANHANG III (Horizontale Gliederung der Bilanz nach Artikel 10)
- ANHANG IV (Vertikale Gliederung der Bilanz nach Artikel 10)
- ANHANG V (Gliederung der Gewinn- und Verlustrechnung – nach Eigenart der Aufwendung nach Artikel 13)
- ANHANG VII (Entsprechungstabelle)[26]

## Umsetzung

### Deutschland
Mit dem Bilanzrichtlinie-Umsetzungsgesetz (BilRUG) sollen die Vorgaben der BilanzRL (2013/34/EU) samt Änderungsrichtlinie 2014/95/EU in deutsches Recht umgesetzt werden.

### Österreich
Die BilanzRL samt Änderungsrichtlinie 2014/95/EU wurde in Österreich durch das Rechnungslegungs-Änderungsgesetz 2014 (RÄG 2014) und damit durch die Änderungen von Einzelgesetzen, z. B. dem UGB, Aktiengesetzes, GmbH-Gesetzes, Genossenschaftsgesetzes, Privatstiftungsgesetzes, SE-Gesetzes, Vereinsgesetzes 2002, Einkommensteuergesetzes 1988 etc. sowie durch das Nachhaltigkeits- und Diversitätsverbesserungsgesetz (NaDiVeG) umgesetzt.